# География Антарктиды
В географии Антарктиды преобладает её Южнополярное расположение и, следовательно, наличие льда. Антарктический континент, расположенный в Южном полушарии Земли. Омывается Южным океаном или, в зависимости от определения, южной частью Тихого, Атлантического и Индийского океанов. Площадь составляет более 14 миллионов км2. Антарктида — самая большая ледяная пустыня в мире.
Около 98 % территории Антарктиды покрыто Антарктическим ледяным щитом, крупнейшим в мире ледяным покровом, а также крупнейшим резервуаром пресной воды. Толщина льда в среднем составляет не менее 1,6 км, и он настолько массивен, что в некоторых районах углубил континентальную коренную породу более чем на 2,5 км ниже уровня моря; также встречаются подледниковые озера с жидкой водой (например, озеро Восток). Шельфовые ледники и возвышенности заполняют ледяной покров по периферии. Нынешний антарктический ледяной щит составляет 90 процентов от общего объёма льда Земли и 70 процентов её пресной воды. В ней содержится достаточно воды, чтобы поднять уровень мирового океана на 60 метров.
В сентябре 2018 года исследователи из Национального агентства геопространственной разведки опубликовали карту местности Антарктиды с высоким разрешением (детализация вплоть до размера автомобиля, а в некоторых районах и меньше), получившую название «Эталонная модель рельефа Антарктиды» (REMA).

## Регионы
Физически Антарктида разделена надвое Трансантарктическими горами, недалеко от перешейка между морем Росса и морем Уэдделла. Западная Антарктида и Восточная Антарктида примерно соответствуют западному и восточному полушариям относительно Гринвичского меридиана.
Западная Антарктида покрыта Западноантарктическим ледяным щитом. Было некоторое беспокойство по поводу этого ледяного покрова, потому что существует небольшая вероятность того, что он разрушится. Если это произойдет, уровень океана поднимется на несколько метров за очень короткий промежуток времени.

## Вулканы
Вулканы, которые возникают под ледяным покровом, известны под термином «Гляциовулканизм», или подледниковые вулканы. В статье, опубликованной в 2017 году, утверждается, что исследователи из Эдинбургского университета недавно обнаружили 91 новый вулкан под Антарктическим ледяным щитом, добавив к 47 вулканам, которые уже были известны. На сегодняшний день в Западной Антарктиде выявлено 138 возможных вулканов. Знания о вулканах Западной Антарктида ограничены из-за наличия Западно-Антарктического ледяного щита, который в значительной степени покрывает Западно-антарктическую рифтовую систему — вероятный центр вулканической активности. Исследователям трудно правильно определить вулканическую активность из-за обширного Ледяного покрова.
Восточная Антарктида значительно больше Западной Антарктиды и точно так же остается широко неисследованной с точки зрения ее вулканического потенциала. Хотя есть некоторые признаки вулканической активности под Восточно-антарктическим ледяным щитом, в настоящее время по этому вопросу не имеется значительного объёма информации.
Гора Эребус является одним из наиболее заметных мест в изучении вулканизма Антарктики, поскольку это самое южное исторически активное вулканическое место на планете.
Остров Обмана — еще один действующий Антарктический вулкан. Это одна из наиболее охраняемых зон в Антарктике, учитывая её расположение между Южными Шетландскими островами и Антарктическим полуостровом. Как самый активный вулкан на Антарктическом полуострове, он был тщательно изучен с момента его первоначального открытия в 1820 году.
На материковой части Антарктиды есть четыре вулкана, которые считаются активными на основании наблюдаемой фумарольной активности или «недавних» отложений тефры: Гора Мельбурн (2730 м), стратовулкан; Берлин (3500 м), стратовулкан; Кауфман (2365 м), стратовулкан; Хэмптон (3325 м), вулканический кальдера. Риттманн (2600 м), вулканическая кальдера.
Несколько вулканов на прибрежных островах имеют свидетельства исторической активности. Гора Эребус (3795 м), стратовулкан на острове Росса с 10 известными извержениями и 1 предполагаемым извержением. На противоположной стороне континента, на острове Десепшн, вулканическая кальдера с 10 известными и 4 предполагаемыми извержениями, была наиболее активной. Также активными считаются остров Бакл на островах Баллени, остров Пингвин, остров Паулет и остров Линденберг. В 2017 году исследователи из Эдинбургского университета обнаружили 91 подводный вулкан под Западной Антарктидой.

### Гляциовулканизм
Определение гляциовулканизма — это «взаимодействие магмы со льдом во всех его формах, включая снег, фирн и любую талую воду». Оно определяет особую вулканическую область, которая сосредоточена вокруг льда и его таяния. Этой области науки менее 100 лет, и поэтому она постоянно совершает новые открытия. Гляциовулканизм характеризуется тремя видами извержений: подледниковыми извержениями, надледниковым вулканизмом и вулканизмом на границе льда.
Изучение гляциовулканизма жизненно важно для понимания формирования ледяного покрова. Это также ценный инструмент для прогнозирования вулканических опасностей, таких как выброс пепла после извержения Эйяфьятлайокудля в Исландии.

### Земли Мери Берд
Земля Мэри Берд — это невероятно большая часть Западной Антарктиды, состоящая из области под Антарктическим полуостровом. Земля Мэри Берд представляет собой крупное образование вулканических пород, характеризующееся 18 открытыми и подледниковыми вулканами. 16 из 18 вулканов полностью покрыты Антарктическим ледяным щитом. Не было зарегистрировано извержений ни одного из вулканов в этой области, однако учёные полагают, что некоторые из вулканов могут быть потенциально активными.

### Опасности

#### Опасный пепел
Мало что было изучено о последствиях вулканического пепла от извержений в пределах Южного полярного круга. Вполне вероятно, что извержение в более низких широтах вызовет глобальную опасность для здоровья и авиации из-за выброса пепла. Циркуляция воздуха по часовой стрелке вокруг системы низкого давления на Южном полюсе выталкивает воздух вверх, гипотетически посылая пепел вверх к стратосферным струйным потокам и, таким образом, быстро рассеивая его по всему земному шару.

#### Тающий лед
Недавно, в 2017 году, исследование обнаружило свидетельства подледной вулканической активности в пределах Западно-Антарктического ледяного щита. Эта активность представляет угрозу стабильности ледяного покрова, поскольку вулканическая активность приводит к усиленному таянию. Это, возможно, может погрузить Западно-Антарктический ледяной щит в петлю положительной обратной связи с повышением температуры и усилением таяния.

## Каньоны
Есть три обширных каньона, которые тянутся на сотни километров, прорезая высокие горы. Ни один из каньонов не виден на покрытой снегом поверхности континента, поскольку они погребены под сотнями метров льда. Самый большой из каньонов называется Фундаментным жёлобом и имеет более 350 км в длину и 35 км в ширину. Впадина Патуксент имеет длину более 300 км и ширину более 15 км, в то время как Смещенный рифтовый бассейн имеет длину 150 км и ширину 30 км. Все эти три впадины лежат под так называемым «ледяным водоразделом» и пересекают его — высоким ледяным хребтом, который тянется от Южного полюса до побережья Западной Антарктиды.

## Острова
Список всех антарктических островов см. в Списке антарктических и субантарктических островов.